# ジュゼッペ・アルチンボルド
ジュゼッペ・アルチンボルド（Giuseppe Arcimboldo、1526年4月5日 - 1593年7月11日）は、イタリア・ミラノ出身の画家。マニエリスムを代表する画家の1人とされる。
静物画のように緻密に描かれた果物、野菜、動植物、本などを寄せ集めた、珍奇な肖像画の製作で世に知られる。

## 生涯
アルチンボルドは1526年にミラノで画家の息子として生まれた。1549年よりステンドグラスのデザインを始め、ミラノのドゥオーモに作品を残した。1556年、ジュゼッペ・メーダと共にモンツァ大聖堂のフレスコ画を制作する。1558年には聖母マリアを描いたタペストリーのデザインを手がけたが、そのタペストリーは未だにコモ大聖堂に飾られている。
1562年、アルチンボルドはウィーンにてフェルディナント1世の宮廷画家となり、後にその息子の マクシミリアン2世や孫にあたるルドルフ2世にも仕えた。アルチンボルドは画家としてだけでなく、宮廷の装飾や衣装のデザインも手がけた。また、祝典や馬場槍試合の企画、水力技師などで非凡な才能を発揮した。ハープシコードのような楽器も発明した。
アルチンボルドが描いた伝統的な宗教画は現在では忘れ去られてしまっているが、野菜や果物、木の根といったもので構成された独特の肖像画は、現在でも多くの人を魅了し続けている。ある評論家達は、こういった作品は気まぐれで描かれたものか、それとも精神の錯乱から来ているものなのか議論している。しかし多くの学者たちは、アルチンボルドの作風は謎やパズル、風変わりなものに魅了されていたルネサンス期を反映しているもので、彼が精神的に不均衡であった訳ではないという見方をしている。
1593年、アルチンボルドはウィーンでの公務を引退した後、故郷のミラノで死去した（死因は腎結石）。死の少し前に『フローラ』、『ウェルトゥムヌスに扮するルドルフ2世』といった傑作を完成させ、プラハに送っている。ルドルフ2世はこの風変わりな肖像画を大変気に入り、アルチンボルドに高い地位を与えた。
1648年にスウェーデンがプラハを侵略した際、ルドルフ2世のコレクションから多くの作品が持ち去られた。
アルチンボルドの作品はウィーンの美術史美術館、インスブルックのアンブラス城（ルドルフ2世のその他のコレクションも所蔵）、パリのルーヴル美術館、スウェーデンのいくつかの美術館に所蔵されている。その他、イタリアではフィレンツェのウフィツィ美術館、クレモナ市立博物館、アメリカではワズワース・アテネウム美術館（コネチカット州）、デンバー美術館（コロラド州）などにある。日本にある作品としては、『ウェイター』（ふれあい港館ワインミュージアム旧蔵、大阪中之島美術館寄託）が挙げられる。

## 作品
- 『四季』

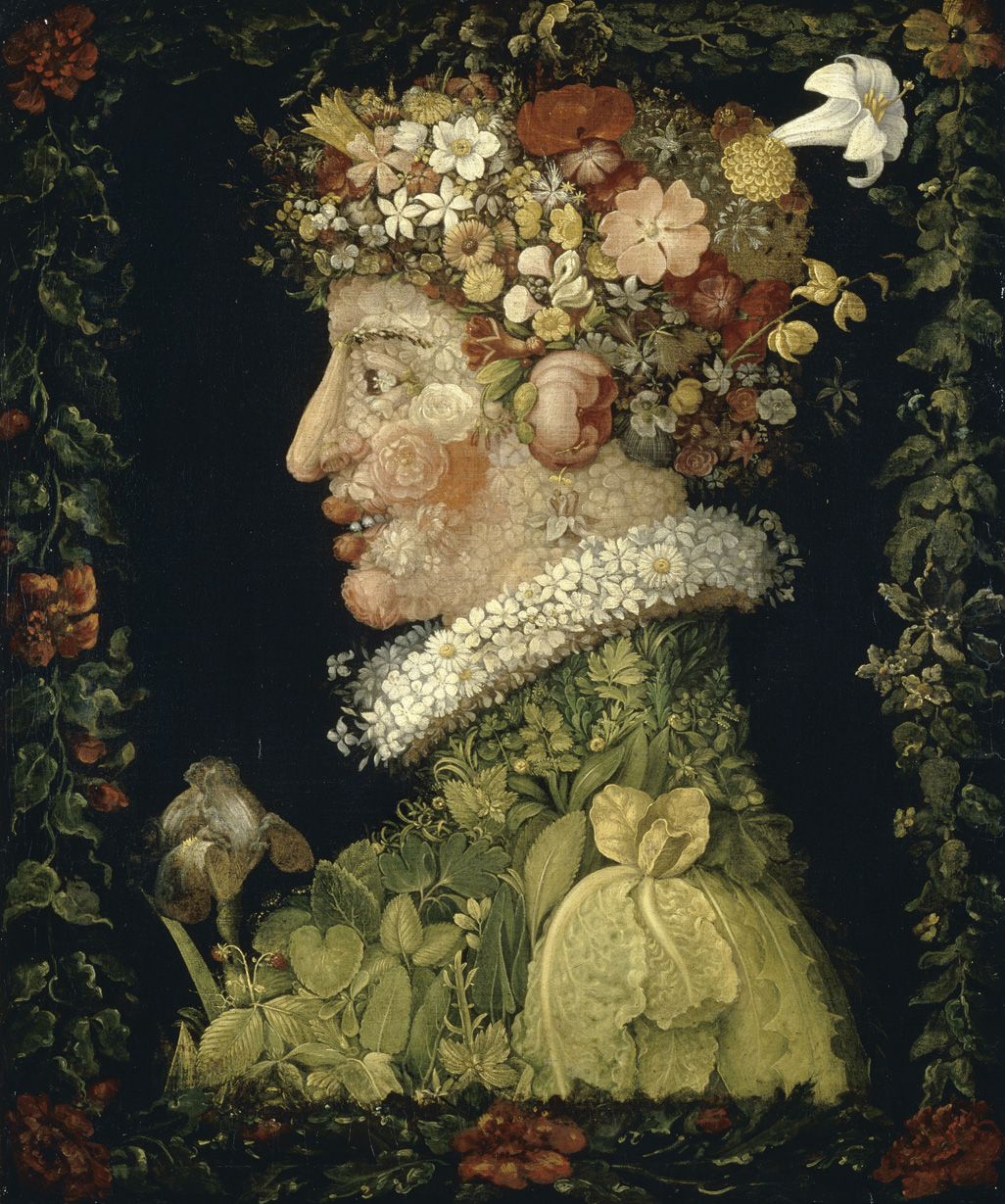
『春』(1573)、ルーヴル美術館、パリ
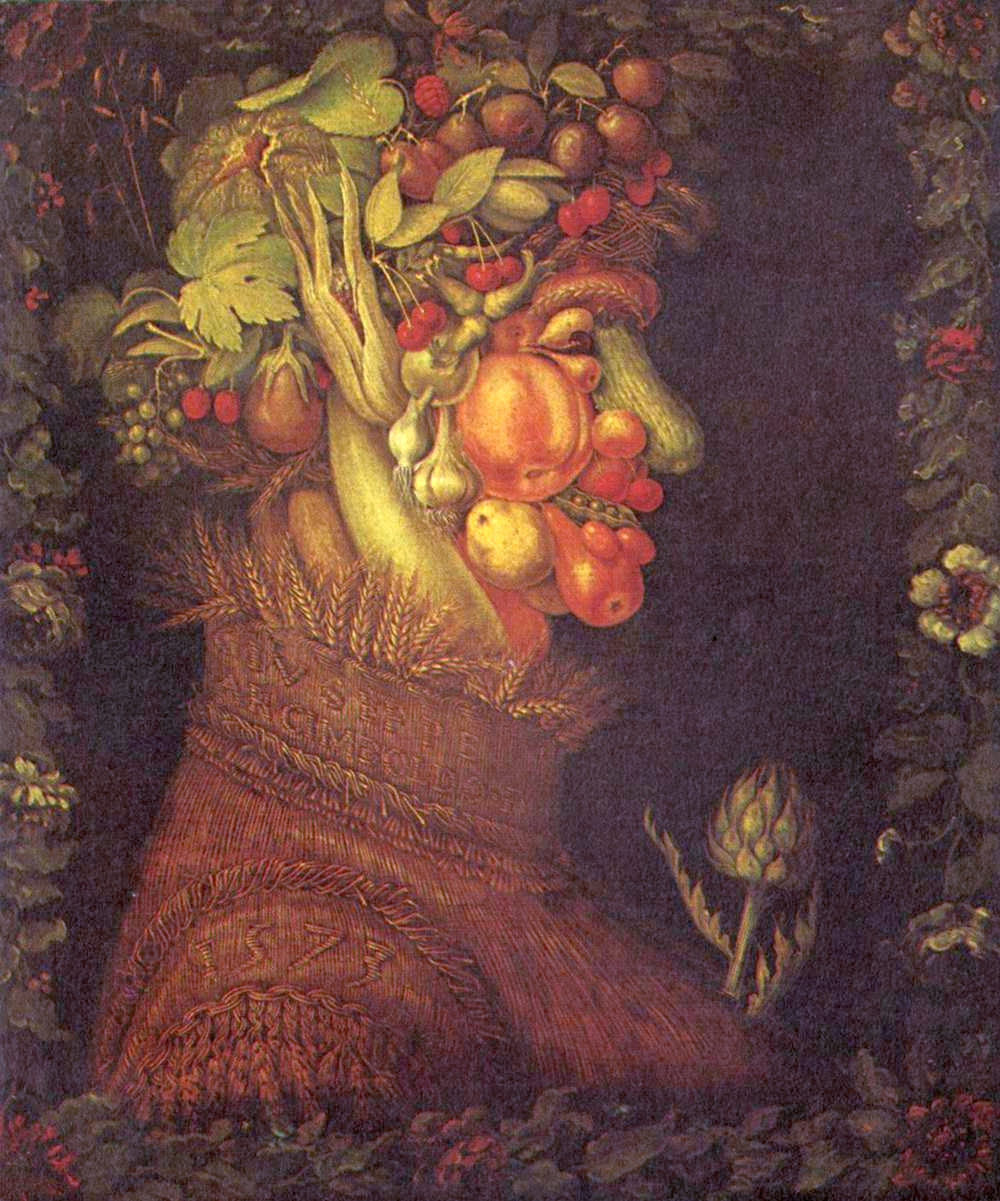
『夏』(1573)、ルーヴル美術館、パリ
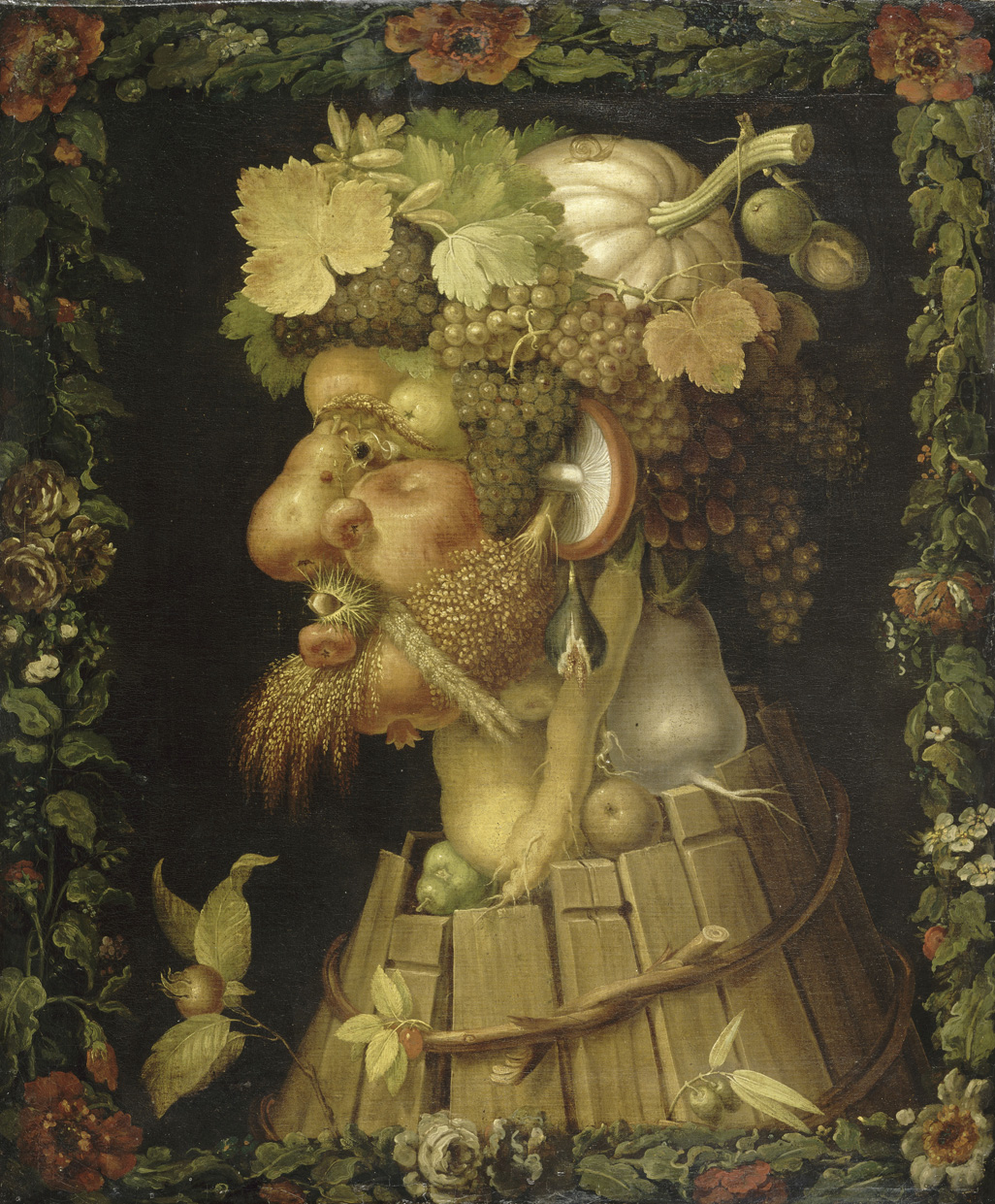
『秋』(1573)、ルーヴル美術館、パリ
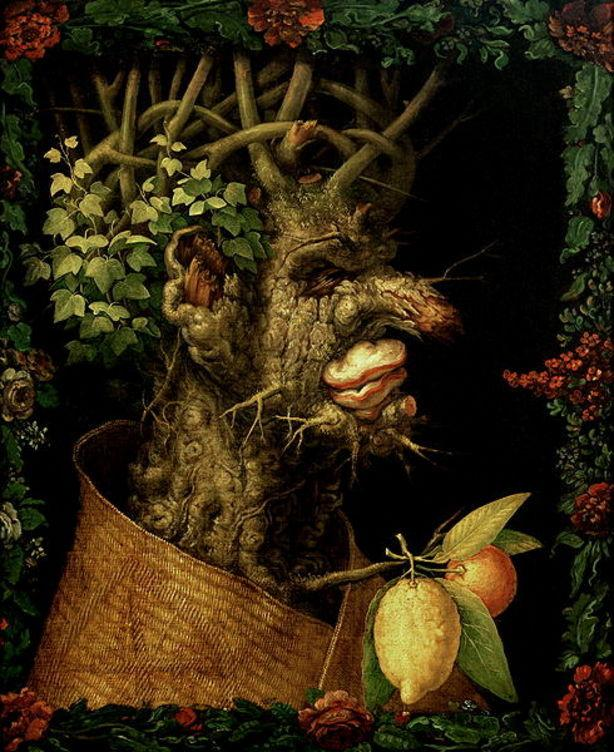
『冬』(1573)、ルーヴル美術館、パリ

- 『四大元素』

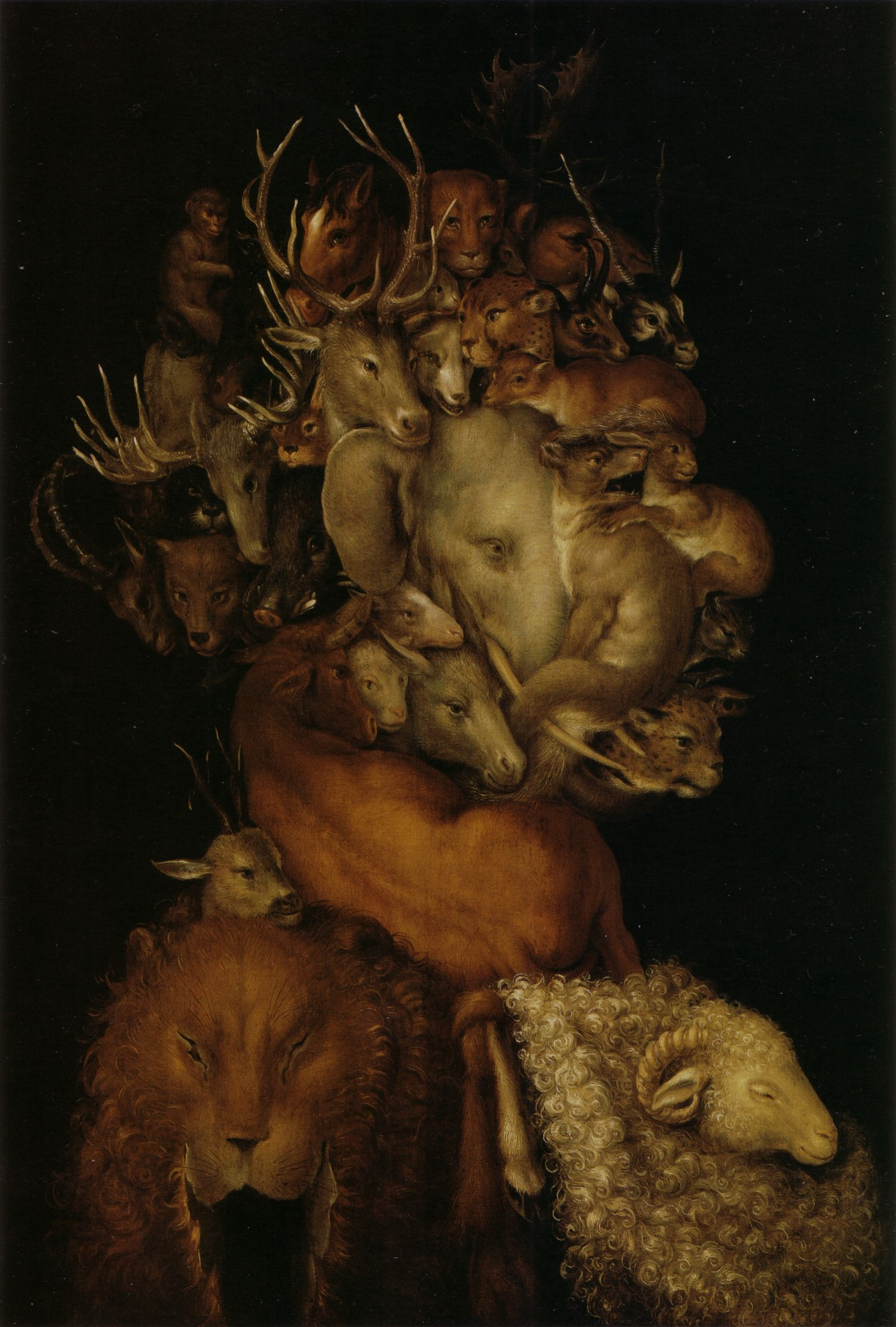
『大地』(1566)、美術史美術館、ウィーン
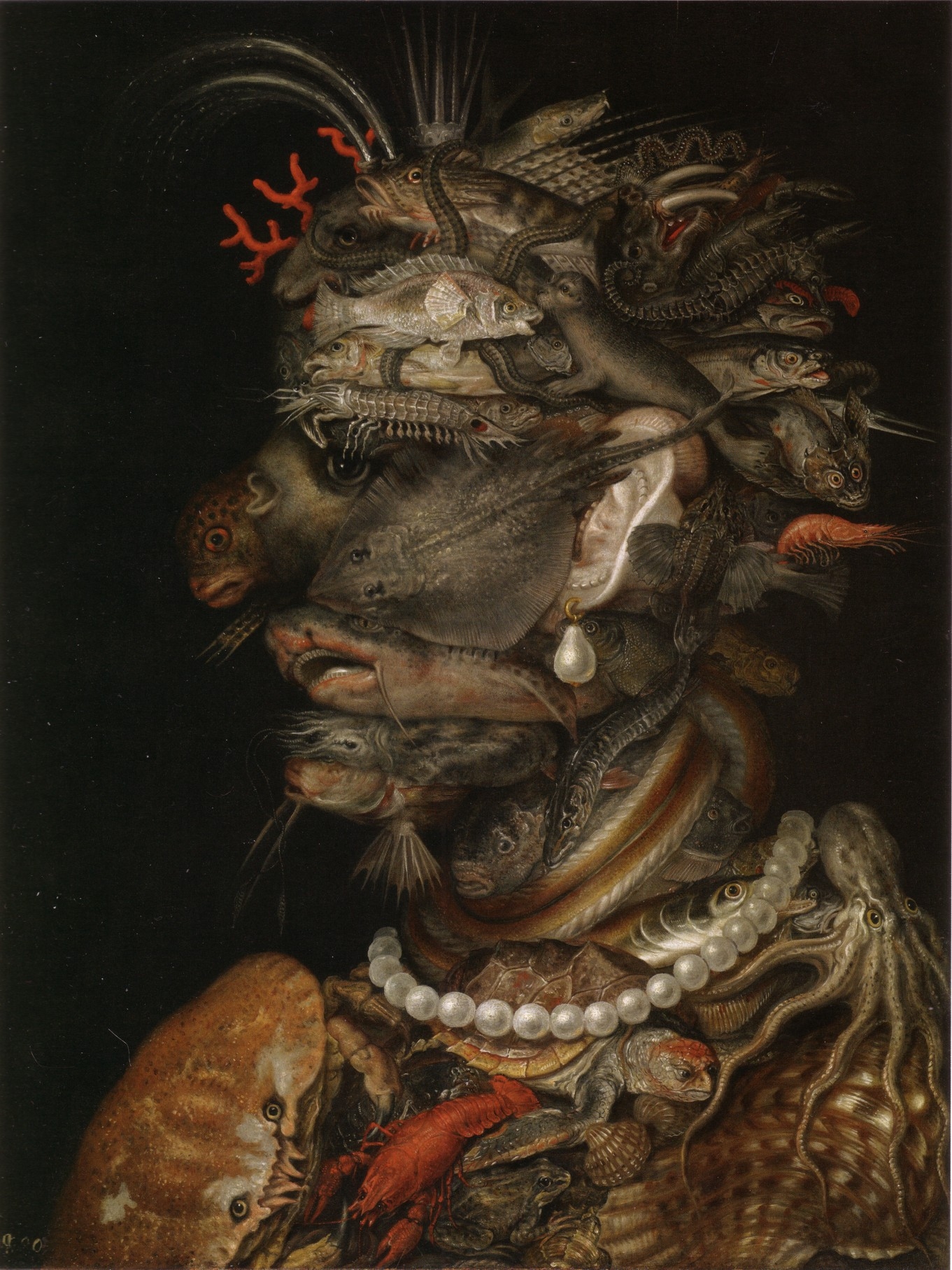
『水』(1566)、美術史美術館、ウィーン
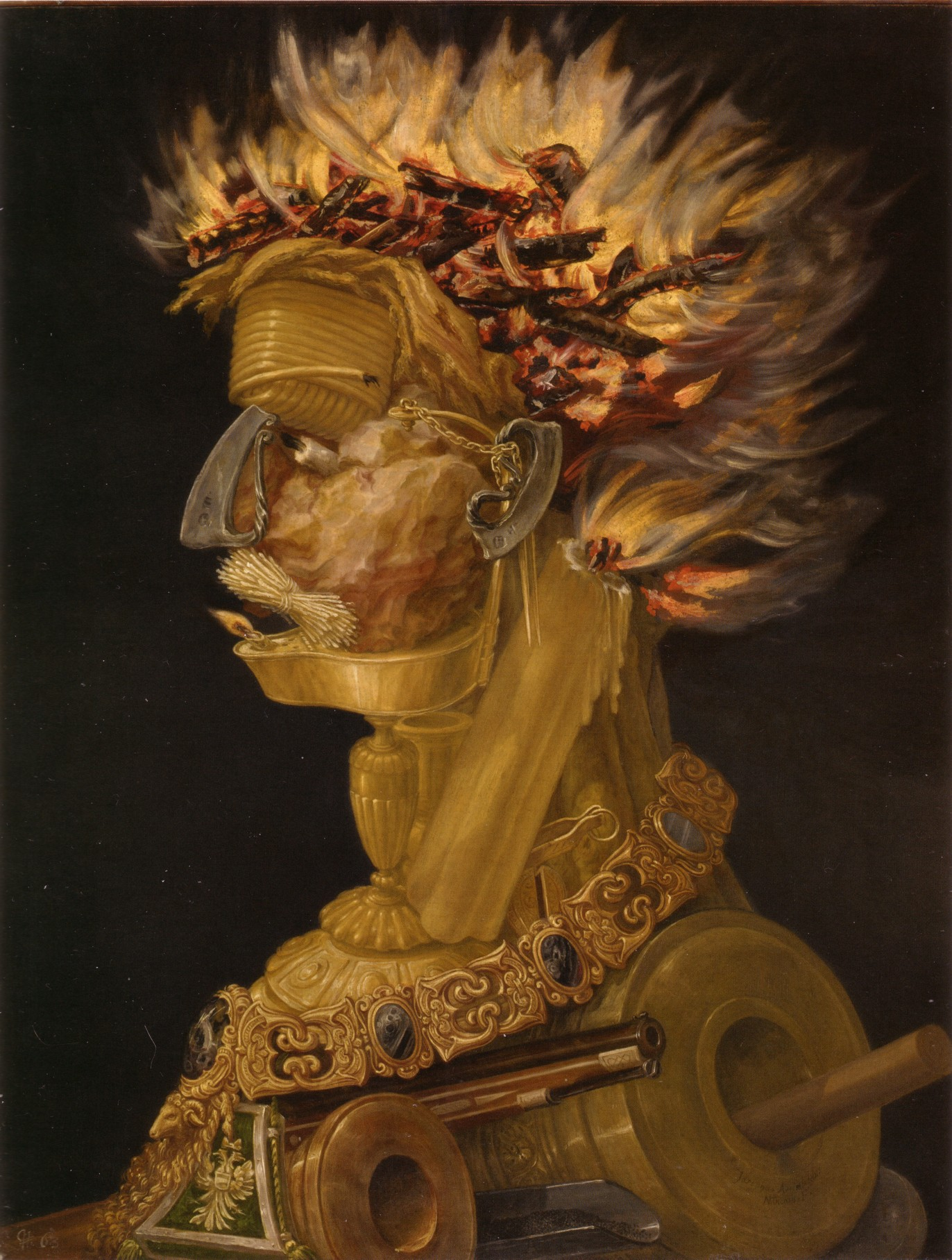
『火』(1566)、美術史美術館、ウィーン
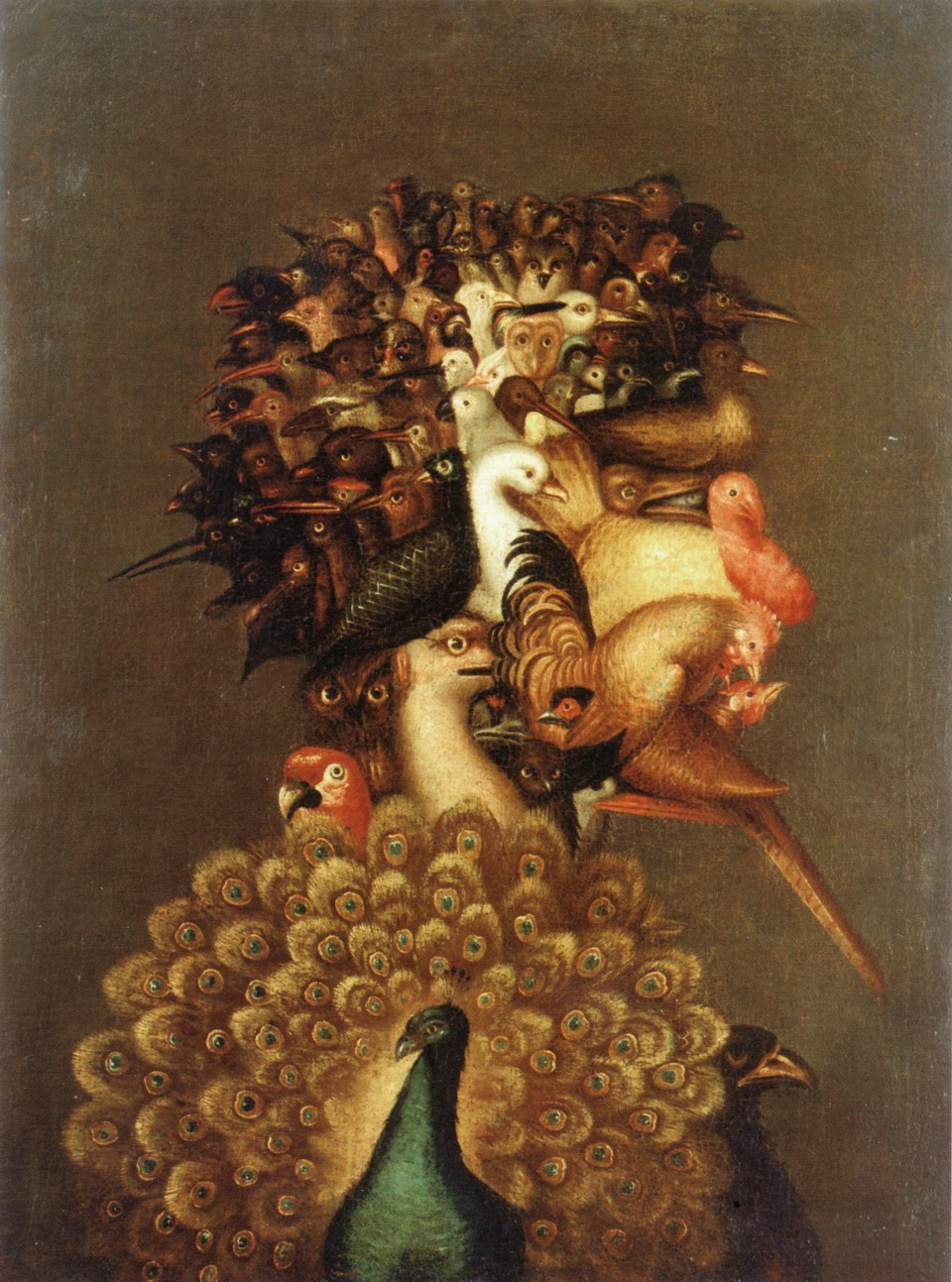
『大気』(1566)、美術史美術館、ウィーン（模作）

- 他

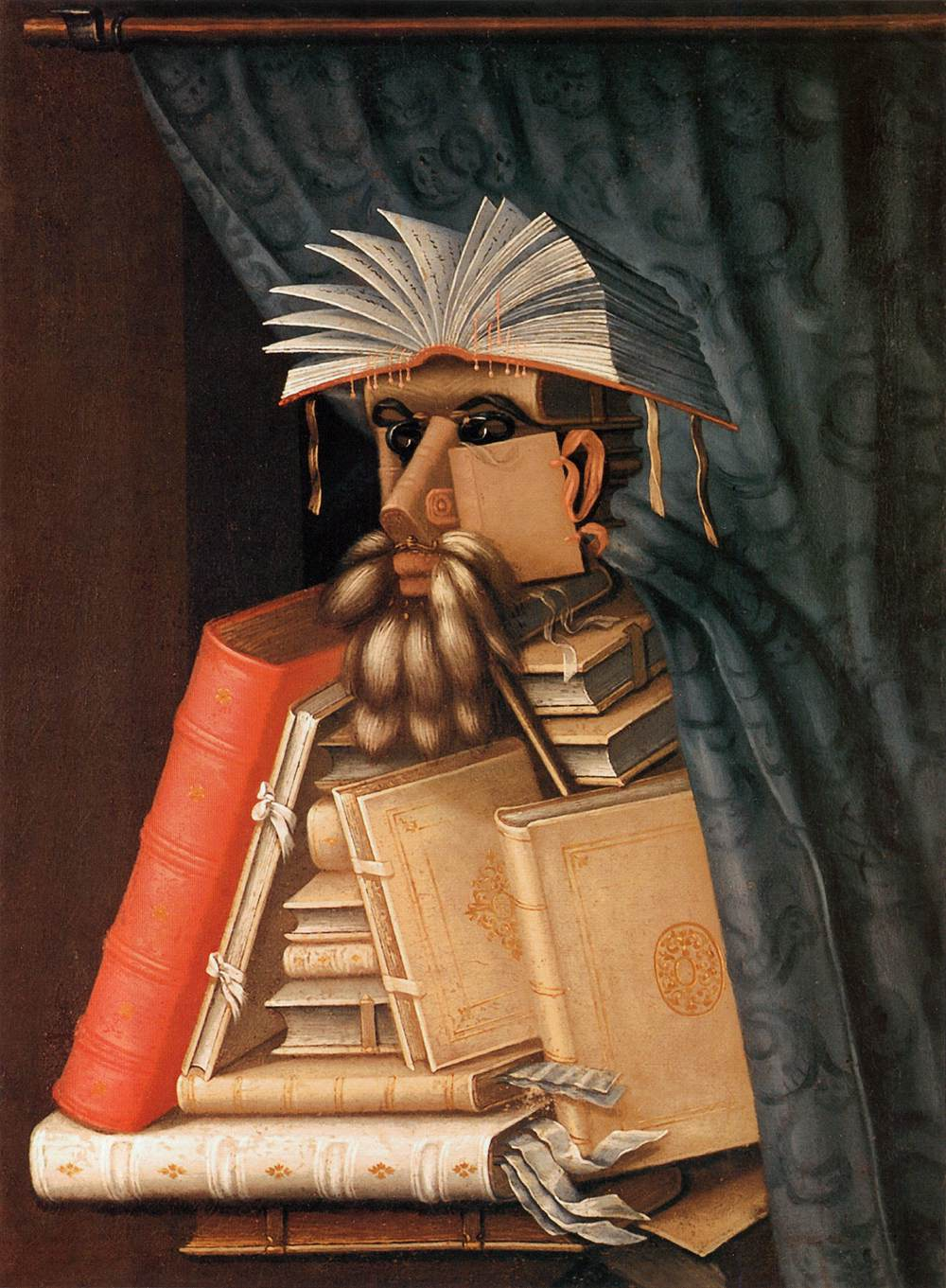
『司書』(1566)、スコークロステル城（英語版）、スウェーデン
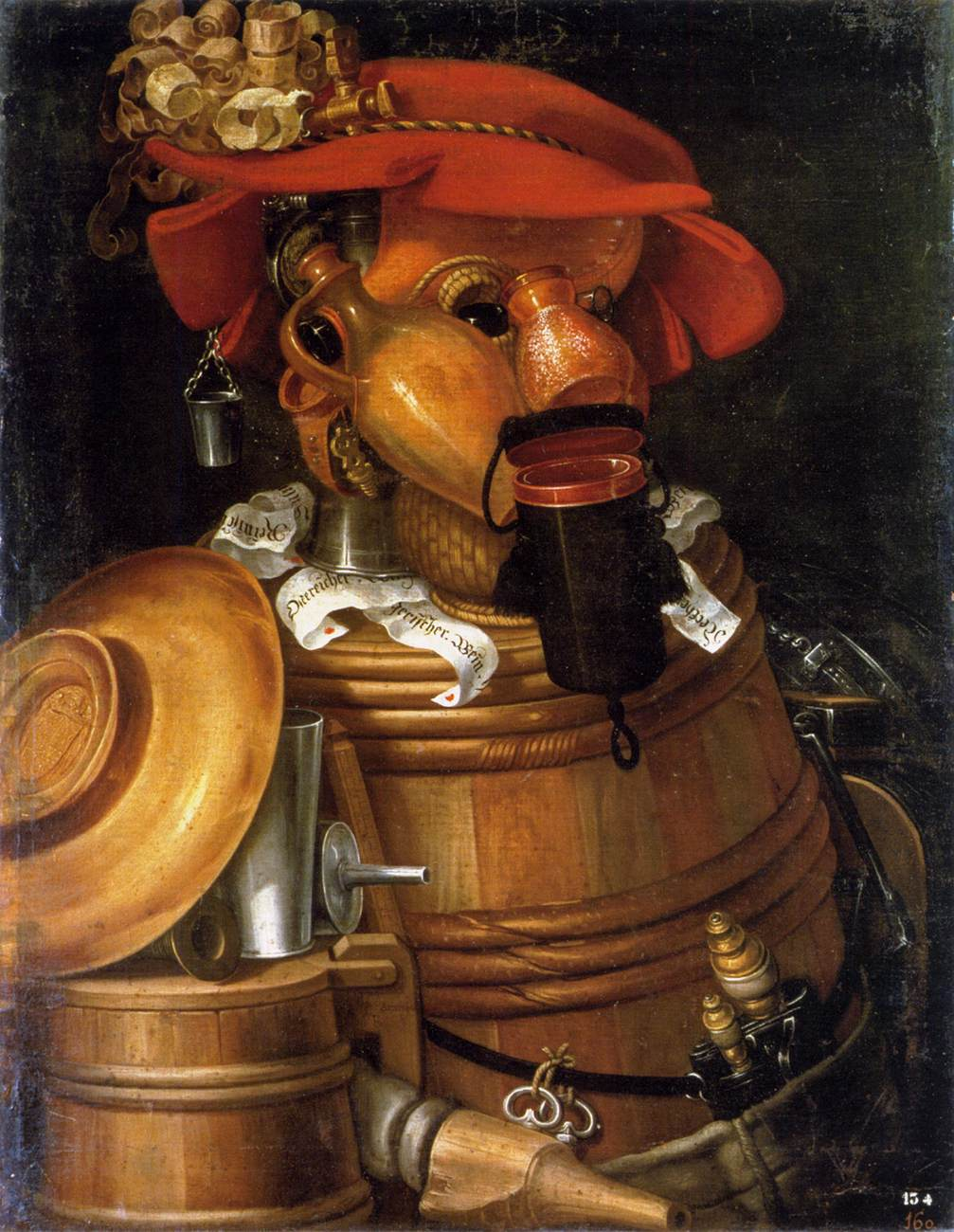
『ウェイター』(1574)、大阪中之島美術館、大阪
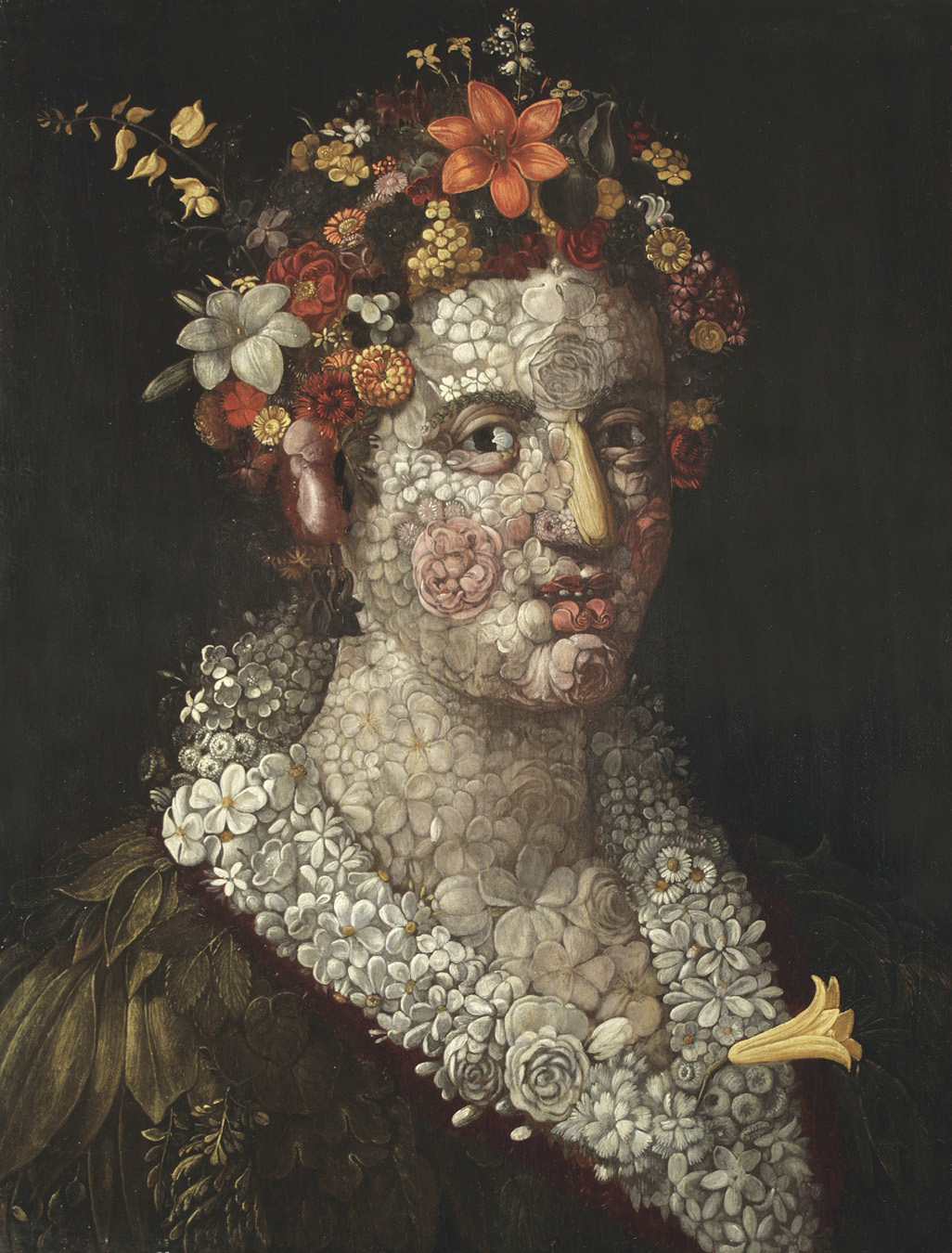
『フローラ』(1591)、個人蔵、パリ
『ウェルトゥムヌスに扮するルドルフ2世』(1590-91)、スコークロステル城、スウェーデン